# Haloptilus chierchiae
Haloptilus chierchiae is een eenoogkreeftjessoort uit de familie van de Augaptilidae. De wetenschappelijke naam van de soort is voor het eerst geldig gepubliceerd in 1889 door Giesbrecht.